# William B. McDaniel
William B. McDaniel (* 11. November 1930 in Roanoke, Virginia; † 28. Januar 2016 in Fort Walton Beach, Okaloosa County, Florida) war ein Brigadegeneral der United States Air Force. Er war unter anderem Kommandeur der 10. Luftflotte.
Er besuchte die öffentlichen Schulen seiner Heimat und studierte dann an der Virginia Polytechnic Institute and State University. Über das Aviation Cadet Program gelangte er in das Offizierskorps der United States Air Force. Dort durchlief er anschließend alle Offiziersränge vom Leutnant bis zum Brigadegeneral.
Im Lauf seiner militärischen Karriere absolvierte er verschiedene Kurse und Schulungen. Dazu gehörten unter anderem eine im Jahr 1954 abgeschlossene Ausbildung zum Kampfpiloten; die USAF Gunnery School auf der Nellis Air Force Base in Nevada; das Air Command and Staff College, ebenfalls auf der Maxwell AFB; sowie das Air War College und das United States Army War College in Carlisle in Pennsylvania. Außerdem erhielt er akademische Grade von der University of Nebraska und der Troy University.
In seinen frühen Jahren als Offizier der Luftwaffe war er an verschiedenen Stützpunkten stationiert. Dabei war er als Pilot, Flugausbilder oder Stabsoffizier bei unterschiedlichen Einheiten tätig. Er war er unter anderem auf der Yokota Air Base in Japan stationiert. Dort war er Pilot bei der 12. Aufklärungsschwadron (12th Tactical Reconnaissance Squadron).
Im Jahr 1967 schied er aus dem aktiven Militärdienst der Air Force aus. In der Folge gehörte er im Rahmen des Air Reserve Technician Programs der Reserve der Luftwaffe an. Dabei war er unter anderem Ausbildungspilot bei der 911th Military Airlift Group. Im Jahr 1971 wurde er auf der Dobbins Air Force Base in Georgia Stabsoffizier bei der 14. Luftflotte und im Jahr 1973 erhielt er als Major das Kommando über die 302. Luftrettungsschwadron (302nd Aerospace Rescue and Recovery Squadron), die mit Hubschraubern operierte.
Im August 1977 wurde McDaniel auf der Grissom Air Force Base in Indiana mit dem Kommando über die 931. Luftbetankungsgruppe (931st Air Refueling Group) betraut und im Juni 1980 wurde er auf der March Air Reserve Base in Kalifornien stellvertretender Kommandeur des 452. Luftbetankungsgeschwaders (452nd Air Refueling Wing). Wenig später erhielt er das Kommando über dieses Geschwader.
Am 1. November 1986 übernahm William McDaniel, inzwischen als Brigadegeneral, auf der Bergstrom Air Force Base in Texas als Nachfolger von Roger P. Scheer das Kommando über die 10. Luftflotte. Dieses Amt bekleidete er bis zum 6. Juli 1987, als er von John J. Closner III abgelöst wurde. Anschließend schied er aus dem Militärdienst aus.
Bis 1990 war er dann in Florida als Berater für die Firma Reflectone Inc. tätig. Danach hielt er bis Anfang 2015 Vorträge an verschiedenen Universitäten wie z. B. der Troy University und der Embry Riddle University.
Der seit 1957 mit Theresa Downey verheiratete Offizier starb am 28. Januar 2016 und wurde auf dem Heritage Gardens Cemetery in Niceville in Florida beigesetzt.